# ユハニ・パルラスマ

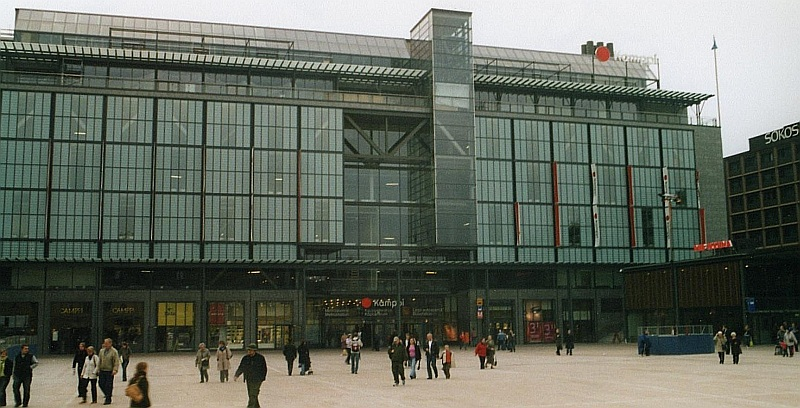
カンピセンター, ヘルシンキ, 2003-2006

ユハニ・パルラスマ（1936年9月14日、フィンランド・ヘルシンキ生まれ）はフィンランドの建築家。前・ヘルシンキ工科大学建築学科教授および学科長。多くの学術的・公共的役職を歴任したが、このなかには1978年から1983年にかけてのフィンランド建築美術館ディレクターやヘルシンキ産業協会長が含まれる。1983年ヘルシンキに自身の設計事務所、ユハニ・パルラスマ建築事務所KYを設立。2001-2003年セントルイス・ワシントン大学・レイモンド・E.マリッツ客員教授を務め、2013年には同大学から名誉博士号を授与されている。2010-2011年イリノイ大学アーバナシャンペーン校でプリム特別教授、2012-13年にはタリアセンに滞在して研究活動を行う。
フィンランドの建築と視覚芸術についての彼の展覧会は30か国以上を巡回し、また多くの文化哲学や環境哲学や建築論を、彼は書いてきた。多くはARK（The Finnish Architectural Review　）で最初に特集記事として掲載された。
彼の建築論書のなかには『皮膚にある眼、建築と感覚』があるが、これは建築論における古典となり、世界中の多くの建築学科で必読書とされてきた。
初期から近年にいたるまでいくつかの論文は英訳され、ピーター・マッキース編集によって『諸邂逅、建築論集』（2005年、ヘルシンキ）としてまとめられた。同書は2005年のRIBAインターナショナルブックアウォードの候補にもなった。
2006年、70歳になったのを契機にピーター・マッキース編集による『群島、建築論集』を出版したが、この論文集の23人の著者はパルラスマかマッキースと関係者で、カールステン・ハリス、ダニエル・ホフマン、スティーヴン・ホール、コリン・セントジョン・ウィルソン、ダニエル・リベスキンドなどが含まれていた。
パルラスマはフィンランド建築家協会会員、アメリカ建築家協会名誉会員である。2010年春アメリカの脚本家レイ・フォンダコウスキとともにミネソタ大学先端研究所のイマジンファンド特別客員教授を務めた。2014年プリツカー賞審査員。

## 建築略歴

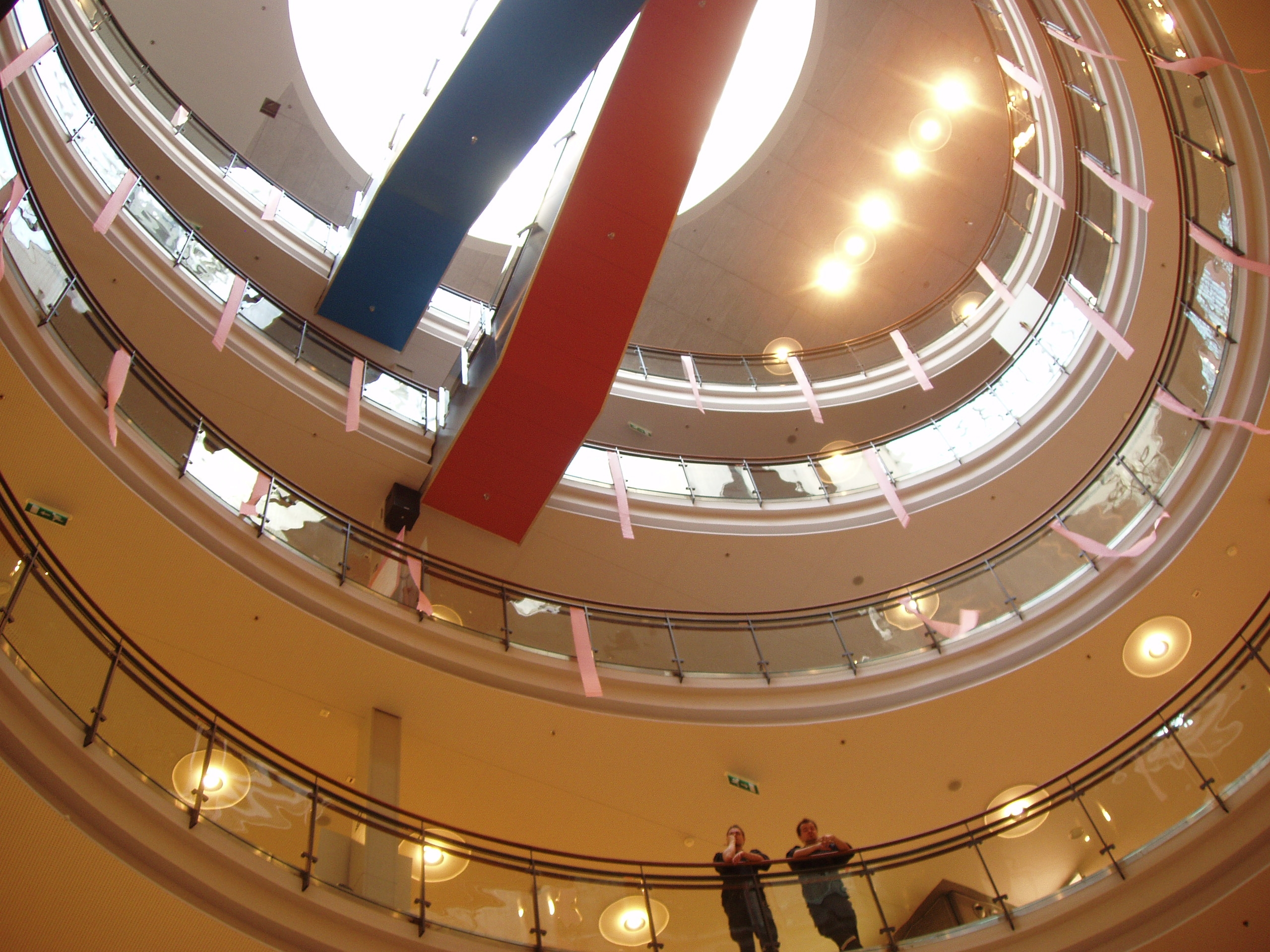
カンピセンター, ヘルシンキ, 2003-06

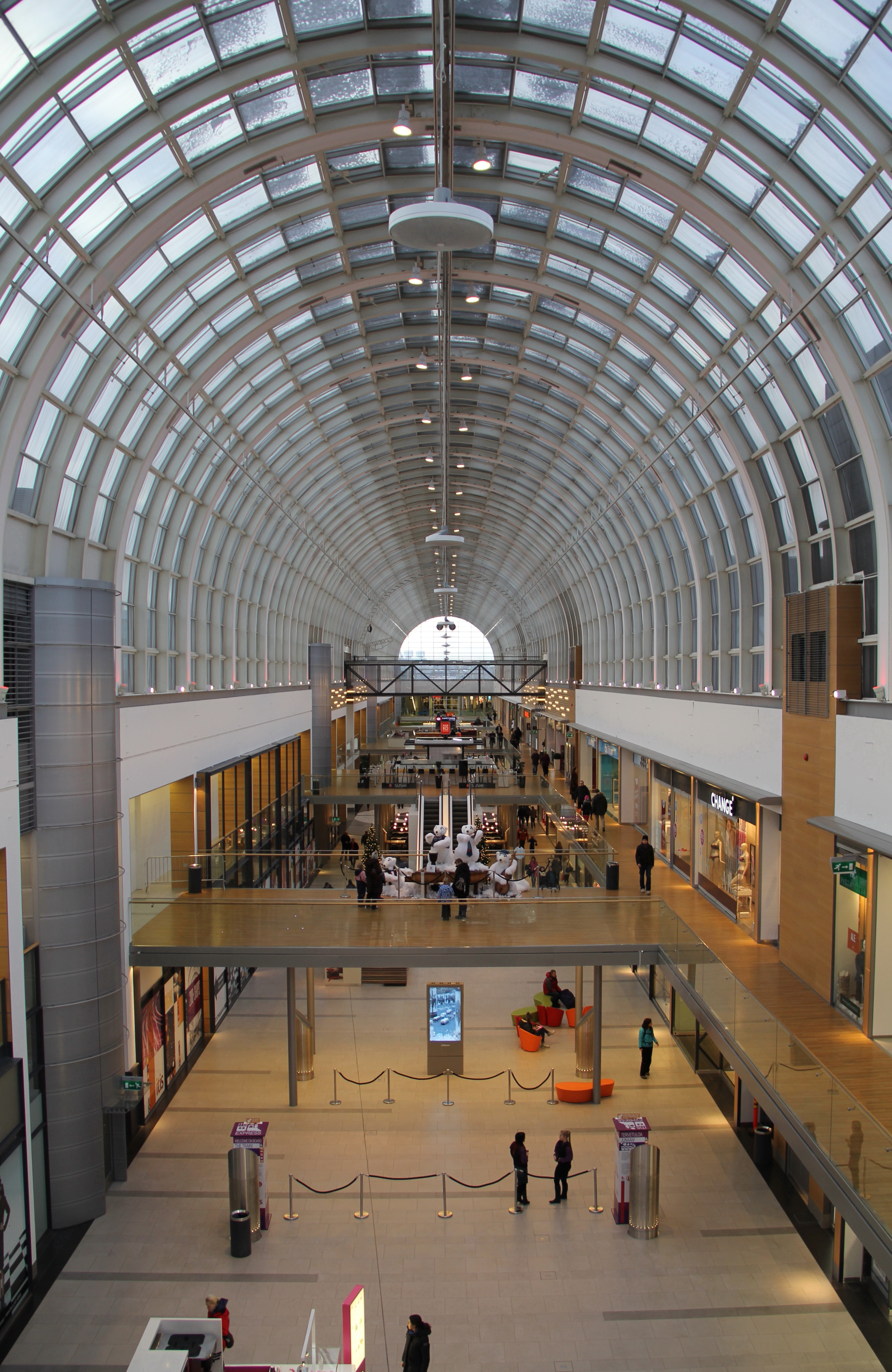
イターケスクス ショッピングセンター, ヘルシンキ, 1989-91

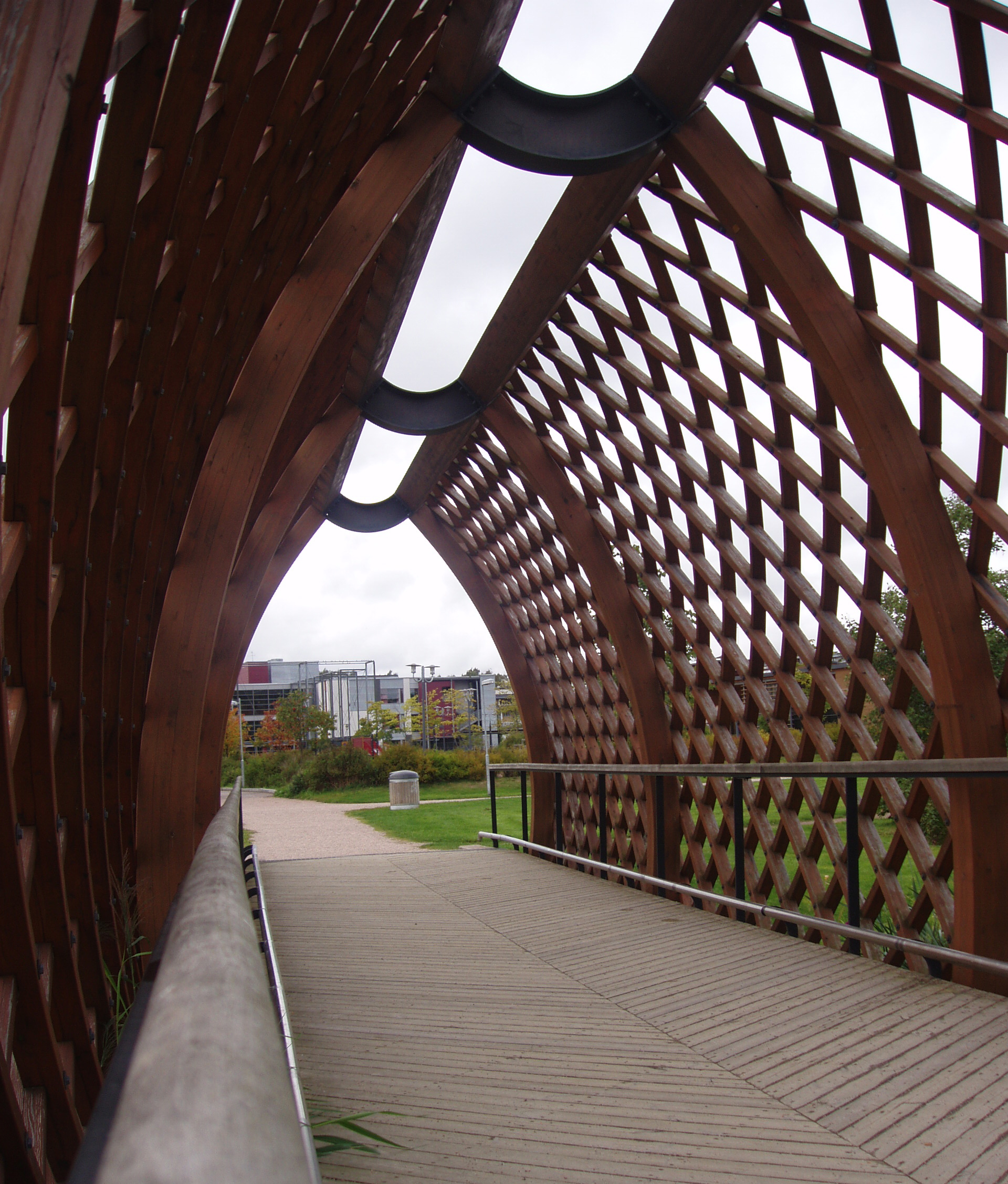
ヴィーキ 歩行者自転車橋, ヘルシンキ, 2002

制作という点ではパルラスマの作品はその経歴を通じて変わってきている。初期においては合理主義、標準化、プレハブ化が主たる関心であった。これは部分的には彼の師であり比例システムや標準化に関心があったオーリス・ブロムシュテットの影響でもある。これら原理を示したパルラスマの最初の作品は『モディーリ225』（クリスチャン・グーリクセンとの共作）であり、これは工業製品化された夏の休暇小屋であり、1969-1971年にフィンランドで実際に6戸程度が制作された。しかしながらこの種の建築の主要モデルは日本建築と洗練され抽象化されたミース・ファン・デル・ローエであったとも言える。フィンランドではこの種の建築は「コンストラクティヴィズム」と呼ばれ・・アヴァンギャルドのロシア・コンストラクティズムとは家族的類似に過ぎない・・この時期や1950年代、60年代には、フィンランドにおいてますます顕著に特異な個人主義となりつつあったアルヴァ・アールト作品に反対するものでもあった。だが日本建築への興味はのちのパルラスマの関心をも胚胎していた。素材や経験の現象学である。ディテールや展示作品などの小品への彼の関心は時として「宝石箱建築家」というレッテルを彼にもたらしもした。2006年にはヘルシンキ中心部に、バスターミナル、商業施設、それに共同住宅からなる複合施設でり、それまでで最も大きな作品であるカンピセンターの竣工を見る。もっともこの施設は異なる部分に分割されて複数の建築家による共作であり、ヘリン社が統括するものではあった。

## 作品
- カンピセンター（統括はヘンリ社）、2003-2006、ヘルシンキ
- スノウスノウ、ラップランド（レイチェル・ホワイトリードと共作）
- フィンランド銀行博物館、2002-2003、ヘルシンキ
- 歩行者自転車橋、ヴィーキ・エコヴィレッジ、2002、ヘルシンキ
- クランブルック美術大学、1994、ミシガン州
- イターケスクスショッピングセンター、1989-1991、ヘルシンキ
- ルオホラーティ居住地区、1990-91、ヘルシンキ
- フィンランド会館（ローランド・シュヴァイツアと共作）、1986-91、パリ
- ヘルシンキ電話ボックスデザイン、1987、ヘルシンキ
- ヘルシンキ市場リノヴェーション、1986、ヘルシンキ
- ロヴァニエミ博物館リノヴェーション、1984-86
- トル・アルネ芸術家のための夏のアトリエ、1970、アイスランド
- モディーリ225（クリスチャン・グーリクセンと共作）、1969-71